# Jeunesse : Le Printemps
Pour les articles homonymes, voir Jeunesse (homonymie).
Série
Jeunesse : Les Tourments
(2024)
Pour plus de détails, voir Fiche technique et Distribution.
Jeunesse : Le Printemps (titre original : 青春, Qīngchūn) est un film documentaire franco-luxembourgo-néerlando-chinois réalisé par Wang Bing et sorti en 2023. Le film se concentre sur un groupe de jeunes travailleurs du textile dans le district de Wuxing. Il s'agit du premier volet d'une trilogie de films qui suivent les mêmes personnages sur une longue période. Les deuxième et troisième films étant Jeunesse : Les Tourments et Jeunesse : Retour au pays, tous deux sortis en 2024.
Le film est sélectionné en compétition au Festival de Cannes 2023.

## Synopsis
Le film se concentre sur un groupe de jeunes travailleurs du textile à Zhili (zh), une ville du district de Wuxing à Huzhou, située à 150 kilomètres de Shanghaï. Chaque année, des jeunes quittent leurs villages ruraux pour émigrer vers la ville manufacturière. Les travailleurs ont une vingtaine d'années, certains une trentaine. Ils dorment à l'étage, dans des dortoirs, car ils viennent de loin, parfois de plus de 2 000 kilomètres. Leurs dialectes sont ceux de différentes régions. Ils travaillent sans relâche dans l'espoir d'avoir un jour des enfants, d'acheter une maison ou de créer leur propre entreprise. Les amitiés et les amours se nouent et se dénouent au fil des saisons. La dispersion géographique, l'instabilité financière et les pressions économiques et familiales ravagent leur innocence et leur jeunesse. Wang Bing va passer un an avec eux à Zhili : au travail, à la maison, sur Internet, chaque jour de leurs relations professionnelles, amoureuses et amicales.

## Fiche technique
- Titre original : 青春, Qīngchūn
- Titre français : Jeunesse : Le Printemps ou Jeunesse de Shanghaï
- Réalisateur : Wang Bing
- Scénario : Wang Bing
- Photographie : Maeda Yoshitaka, Shan Xiaohui, Song Yang, Liu Xianhui, Bihan Ding, Wang Bing
- Montage : Dominique Auvray, XU Bingyuan
- Production : Vincent Wang, Sonia Buchman, Nicolas R. de La Mothe, Mao Hui, Gilles Chanial
- Société de production : Gladys Glover Films, House on Fire, CS Productions, Eastern-Lion Pictures and Culture Media, Les Films Fauves, Le Fresnoy Studio National des Arts Contemporains, Volya Films, Arte France Cinéma
- Pays de production :  France -  Luxembourg -  Pays-Bas -  Chine
- Langue originale : mandarin
- Format : Couleur
- Durée : 212 minutes
- Genre : Documentaire
- Dates de sortie :
  - France : 18 mai 2023 (Festival de Cannes 2023)

## Production
Le film a été tourné dans la province chinoise du Zhejiang, de 2014 à 2019. Comme son film Argent amer (2016) qui traite du même sujet, Jeunesse est surtout tourné dans la ville manufacturière de Zhili (zh). Les jeunes y travaillent dans les ateliers textiles. Cependant, les films ne se concentrent pas sur les mêmes personnes. Six personnes ont tourné, trois en même temps, avec trois caméras, pour compenser l'étendue de la ville et les nombreux personnages du film. Wang Bing s'est consacré au projet, vivant pendant plusieurs années dans une ville voisine. Les trois premiers mois ont été difficiles, mais il a fini par se lier d'amitié avec les chefs d'entreprise locaux, largement préoccupés par leur vie quotidienne. À condition que la production ne perturbe pas le fonctionnement de leurs entreprises, ils ne s'opposèrent pas au film ni à ce qui serait ou ne serait pas montré des conditions de travail de leurs employés.
Jeunesse, premier volet d'une trilogie de films qui suivent les mêmes personnages sur une longue période, Wang Bing a filmé les gens sur leur lieu de travail, mais a également suivi certains d'entre eux dans la direction opposée à leur province d'origine, pour célébrer le Nouvel An chinois avec leurs familles. Dans une interview accordée aux Cahiers du cinéma le 30 janvier 2023, Wang Bing confie avoir initialement prévu que le film durerait près de 10 heures, mais qu'il a finalement monté plus de 600 heures de matériel en un film de 3 heures et demie.
Le film est produit par House on Fire, Gladys Glover et CS Production, en coproduction avec Arte France Cinéma, Les Films Fauves (Luxembourg), Volya Films (Pays-Bas), Eastern-Lion Pictures and Culture Media Co, Beijing Contemporary Art Foundation, et Le Fresnoy - Studio national des arts contemporains,.